# Lena Farugia
Nicolina Elizabeth Farruggia (n. 1 iunie 1951, New York City, New York, SUA – d. 18 ianuarie 2019, Africa de Sud), cunoscută sub numele de Lena Farugia, a fost o actriță, scenaristă, regizoare și producătoare sud-africană de origine americană. Ea este cunoscută îndeosebi pentru rolurile din filmele The Gods Must Be Crazy II⁠(d) și The Sandgrass People.

## Viața personală
Farugia s-a născut pe 1 iunie 1951 și a crescut în comitatul Westchester, New York, SUA. Tatăl ei, Giuseppe Farruggia, a fost supraveghetor la compania de căi ferate Penn Central⁠(d). Mama ei, Grazia „Grace” Grassi, era designer la o casă de modă. Lena a studiat la Colegiul Thomas Moore și a urmat cursuri de dans la Fordham University⁠(d). A obținut mai târziu masteratul în istorie la Universitatea Columbia.
În 1977 s-a căsătorit cu regizorul sud-african Robert Davies, dar mai târziu a divorțat. Apoi, pe 28 august 1996, s-a recăsătorit.
Lena Farugia a murit pe 18 ianuarie 2019 în Africa de Sud, la vârsta de 67 de ani.

## Carieră
După ce a apărut în câteva spectacole teatrale, a urmat cursuri de montaj de film la The New School⁠(d) din Greenwich Village. În acest timp, ea a jucat în producții de teatru de pe Broadway. După căsătorie, s-a mutat în Africa de Sud împreună cu soțul ei de atunci și a început din nou să joace pe scenă. În 1976 a jucat în serialul francez de televiziune Les Diamants du Président. Apoi, în 1977, a revenit în Africa de Sud și a jucat în filmul Mister Deathman. Împreună cu soțul ei de atunci a înființat compania de producție „Davnic Productions”. În 1987 cei doi soți au produs filmul drama Saturday Night at the Palace, regizat de Davies. În 1981 și 1982 Lena Farugia a jucat în primele două sezoane ale serialului de televiziune Westgate, regizate ambele de Edgar Bold.
În 1989 a interpretat rolul principal feminin „dr. Ann Taylor” în filmul de succes The Gods Must Be Crazy II⁠(d), regizat de Jamie Uys. După acest succes, ea a jucat un alt rol principal: „Elizabeth Carter” în filmul The Sandgrass People, regizat de Koos Roets. În 2005 a regizat și a montat filmul documentar An African in Paris, după propriul ei scenariu. În afară de cinema și televiziune, ea a jucat în mai multe piese de teatru, precum: Cat on a Hot Tin Roof (1982), Agnes of God (1983) și Extremities (1984). În 1989, ea a scris piesa de teatru We and Them, în care a și jucat.

## Filmografie
| An   | Film                             | Rol                                   | Gen                  | Ref. |
| ---- | -------------------------------- | ------------------------------------- | -------------------- | ---- |
| 1977 | Les diamants du président        | Maggie                                | Miniserial TV        |      |
| 1977 | Mister Deathman                  | Pamela                                | Film                 |      |
| 1979 | Land of the Thirst King          | scenaristă, editoare                  | Serial documentar TV |      |
| 1981 | Westgate                         | Bonny Thornton                        | Serial TV            |      |
| 1982 | Westgate II                      | Bonny Thornton                        | Serial TV            |      |
| 1987 | The Fiddler                      | Jennie Mars                           | Miniserial TV        |      |
| 1987 | Saturday Night at the Palace     | producător asociat, editor supervizor | Film                 |      |
| 1989 | The Gods Must Be Crazy II⁠(d)     | dr. Ann Taylor                        | Film                 |      |
| 1990 | The Sandgrass People             | Elizabeth Carter                      | Film                 |      |
| 1993 | Tropical Heat                    | Alicia                                | Serial TV            |      |
| 1995 | Tales of Mystery and Imagination | femeia din Paris                      | Serial TV            |      |
| 1996 | Tarzan: The Epic Adventures      | regina Talia                          | Serial TV            |      |
| 1998 | Double Shift                     | producătoare                          | Serial TV            |      |
| 2000 | Jika Jika                        | scenaristă                            | Serial TV            |      |
| 2009 | Diamonds                         | Helen Danielson                       | Film                 |      |